# George Skinner
George Edward Henry Skinne (né le 26 juin 1917 à Belvedere et mort le 30 septembre 2002 à Eastbourne) est un footballeur anglais.